# Rakousko-turecká válka (1663–1664)
Čtvrtá rakousko-turecká válka, někdy označovaná také první turecká válka, bylo vojenské střetnutí mezi habsburským soustátím a Osmanskou říší vedená v letech 1663 až 1664.
Válku Habsburkům vyhlásil turecký sultán Mehmed IV. v dubnu roku 1663. Jeho vojska překročila Dunaj a nedaleko Štúrova porazila narychlo svolanou zemskou hotovost. Poté se vydala k pevnosti Nové Zámky, kterou oblehla. Pevnost padla po více než měsíčním obléhání v září 1663. 
Během podzimu 1663 osmanská armáda dobyla také pevnosti Novohrad, Nitra, Levice a Hlohovec, které administrativně zařadila do nového Novozámeckého ejáletu, ve formě sandžaků. Tento největší rozsah ejáletu však vytrval jen necelý rok, protože při habsburské protiofenzivě v létě roku 1664 byly opětovně dobyty Nitra i Levice. Následně se územní rozsah ejáletu neměnil až do porážky Turků v bitvě u Vídně roku 1683.
Obranu zemských hranic u Břeclavi a Hodonína měl na starosti vrchní velitel moravské zemské obrany generál Jean-Louis Raduit de Souches, který se asi s 6000 muži rozložil v polovině září 1663 u řeky Moravy v Břeclavi. Velitelem valašské obrany hranic v Karpatech byl jmenován plukovník císařské armády Jiří Valerián Podstatský z Prusinovic.
Po pádu Nových Zámků podnikli Tataři z Krymského chanátu společně s Turky v rozpětí pěti týdnů tři ničivé vpády na Moravu, při kterých byly odvlečeny do otroctví tisíce lidí, především mladých mužů a dívek. Při prvním vpádu 3. září 1663 vyplenila turecko-tatarská vojska jihozápadní Moravu až k Brnu a ubránila se jen některá opevněná města jako Břeclav, Hodonín, Strážnice, Veselí a Uherský Brod. Při druhém útoku na Moravu 19. září se podařilo u Uherského Brodu a Uherského Hradiště nájezdníky odrazit a způsobit jim ztráty. Při třetím vpádu zahynulo 6. října dvě stě Valachů při obraně Hrozenkovského průsmyku proti mnohonásobné přesile osmanských Turků a jejich krymskotatarských spojenců, kteří následně vpadli na jižní Valašsko a zpustošili území až po Uherský Brod.
Podle kronikáře Mayera bylo při nájezdech v roce 1663 jen na Uherskobrodsku, Uherskohradištsku a Strážničku
zničeno a spáleno 49 vesnic a městeček. Podle lánového rejstříku bylo např. v obci Pitín zabito či odvlečeno 30 lidí, všechna stavení ve vesnici vypálena a ukradeno bylo 15 koní, 143 krav a 530 ovcí. Evangelický farář Štefan Pilárik, který byl v roce 1663 zajat a odvlečen do otroctví, popsal jako očitý svědek osud žen v tatarském táboře, které během nájezdu na Moravu a do habsburské části Uher zajali Tataři: „Čoskoro sa začalo ohavné neslýchané prznenie a znásilňovanie žien a panien. ... Použili aj také násilie, že niektoré vyzerali ráno tak, ako keby ich trýznili a najstrašnejšie mučili. Niektoré mali tvár celkom rozmliaždenú a rozdrásanú, ba niektoré boli nájdené celkom mŕtve. Nešetrili a nenechali na pokoji ani tie, čo mali rodiť.“
Francouzský král Ludvík XIV. poslal na pomoc císaři 6000 francouzských a německých vojáků z tzv. Rýnského spolku. Vojenskou pomoc proti Turkům poskytly v rámci Svaté říše římské i protestantské země Sasko a Braniborsko. Roku 1664 generál de Souches v čele moravských, českých a saských vojsk vpadl do Uher, kde dobyl Nitru a Levici a porazil Turky u Nových Zámků, přičemž bylo osvobozeno několik set zajatých Moravanů. 
K rozhodujícímu střetnutí konfliktu došlo 1. srpna 1664 v bitvě u Mogersdorfu či Szentgotthárdu, kde Turci utrpěli těžkou porážku a museli se stáhnout. Císařské jízdě v bitvě velel německo-český šlechtic Jan Špork. Přestože měl Leopold I. strategickou výhodu, kvůli nedostatku financí na vydržování armády podepsal 10. srpna téhož roku s Osmany pro něj nevýhodný mír ve Vasváru, ve kterém uznal tureckou kontrolu nad Novými Zámky a Sedmihradskem.
Následkem podepsání nevýhodného míru vypuklo roku 1664 v Uhersku Wesselényiho spiknutí.